# Marco Carmel
Pour les personnes ayant le même patronyme, voir Carmel.
Marco Carmel (en hébreu מרקו כרמל), né en 1965 en France, est un réalisateur israélien qui a tourné pendant plus d'une dizaine d'années des téléfilms, des séries et des documentaires pour la télévision israélienne. Il tourne son premier long-métrage en 2007 en France : Comme ton père avec Richard Berry, Gad Elmaleh, Yaël Abecassis et Jules-Angelo Bigarnet.

## Filmographie
- 2005 : Yaldei Ha-Yam Ha'adom (série télévisée)
- 2007 : Les Enfants du terrain vague
- 2007 : Comme ton père